# 今林隆史
今林 隆史（いまはやし たかふみ、1976年5月8日- ）は、日本のジャーナリスト。RKB毎日放送報道制作センター報道部所属の記者で、同局の元アナウンサー。

## 経歴
福岡県福岡市出身。1999年に九州大学理学部地球惑星科学科を卒業し、2001年に同大学大学院理学府地球惑星科学専攻を修了。
大学院を修了後、2001年4月にRKBに入社。同局のアナウンサーを務めた後、現職。
ニュース取材のほか、防災・環境・考古学などをテーマにした様々なドキュメンタリー映像の制作にも携わっている。2016年からは、南極観測隊への4か月間同行取材を行った。

## 人物
気象予報士、潜水士、防災士の資格を有する。

## 制作

### ドキュメンタリー
- 黒い樹氷〜自然からの警告〜（2009年内閣総理大臣賞受賞）[5]
- 風を集めて“レンズ風車”未来への挑戦（2012年文部科学大臣賞受賞）[5]
- 甦る元寇の船〜神風の正体に迫る〜（2014年文部科学大臣賞受賞）[5]

### テレビ番組
- 夢の扉+（TBS） - 2012年1月15日放送「『輪』に秘密が…発電量は従来の3倍！ 洋上に浮く“夢の風車”でエネルギー問題の解決を！」
- 報道特集（TBS） - 2014年4月12日放送「原発の長期間停止 海の生態系に劇的変化」ほか。その他の制作参加回については、本人がFacebookアカウント（下記外部リンク節を参照）のプロフィールに記載している作品リストを参照。

### ラジオ番組
- ニュース新発見 インサイト（RKBラジオ） - 2014年7月18日放送「九電の川内原発再稼働の背景」